# Улица Юных Пионеров (Красное Село)
Улица Юных Пионеров — одна из основных магистралей Красного Села. Проходит от проспекта Ленина до улицы Свободы.

## История наименования

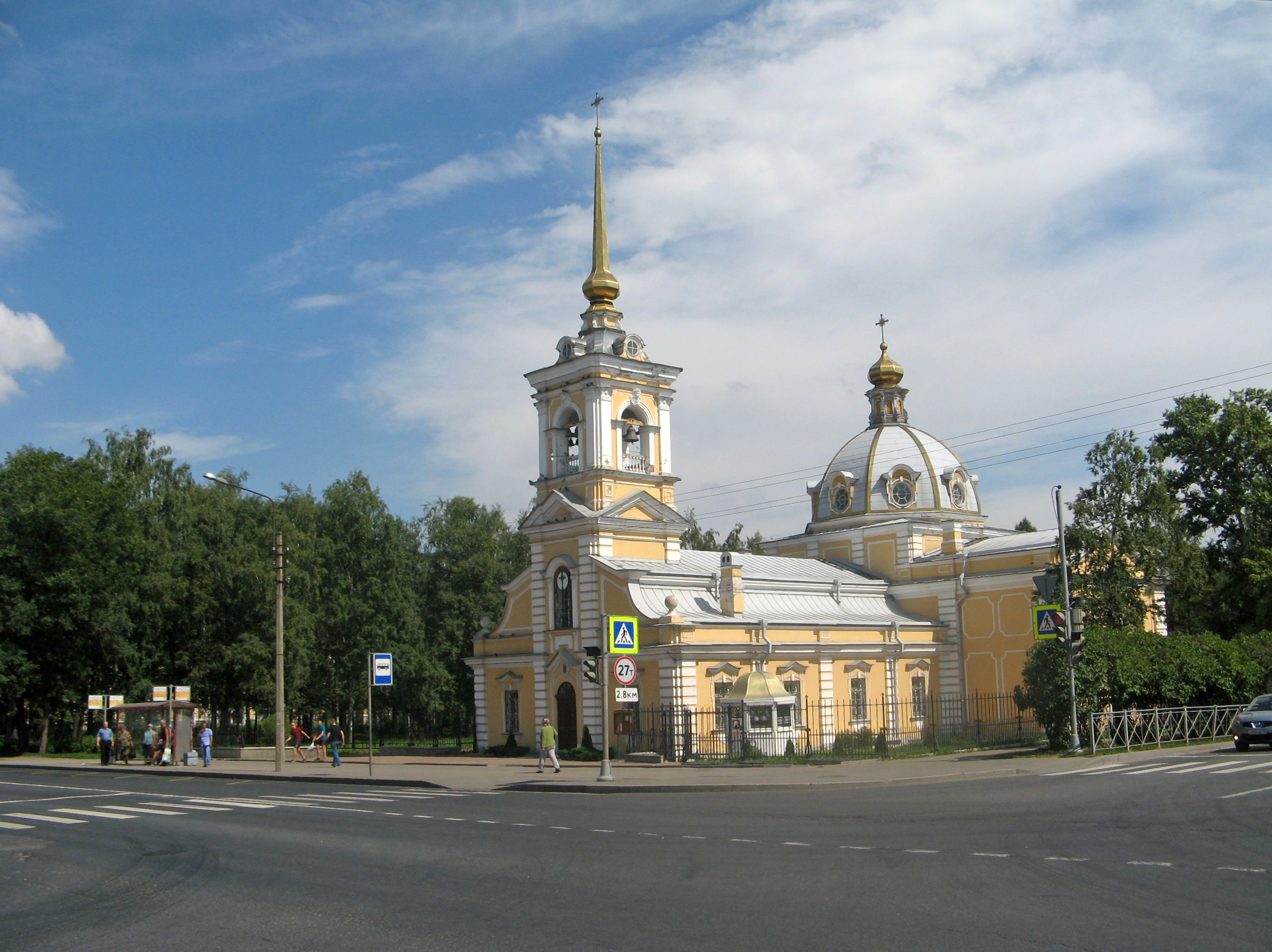
Троицкая церковь, вид от начала улицы Юных Пионеров

Первоначально улица называлась Высоцкой. Нынешнее название получила в начале 1960-х годов.

## Достопримечательности
- Улица Юных Пионеров, дом 7 — кирпичное двухэтажное здание пожарной части, построенное в стиле модерн на месте ранее существовавшего деревянного здания. Здание имеет 10 осей. Три въезда для машин и окна выделяются фигурным обрамлением в кирпиче.
- Троицкая церковь —  находится у пересечения улицы Юных Пионеров с проспектом Ленина.

## Транспорт
- Автобус: № 144, 145, 145э, 146, 147, 149, 165, 245, 443, 454, 481, 482, 482В, 484, 487, 546, 632А, 636, 639А
- Маршрутное такси: 631, 650В
- Железнодорожный вокзал: Красное Село (910 м)